# Kvindevalgretsforeningen
Kvindevalgretsforeningen (KVF) var en dansk kvinderettighedsorganisation, der var aktiv i perioden 1889 til 1898 og en del af Suffragette-bevægelsen. Formålet var at arbejde for kvinders valgret. KVF drev i sine første år en kortvarig men intensiv kampagne, men organisationen var centreret omkring sin grundlægger Line Luplau og tabte indflydelse og opløstes efter hendes død.

## Historik
KVF grundlagdes i 1889 af Line Luplau for at arbejde for indførelsen af stemmeret for kvinder. KVF organiserede møder og deltog i valgmøder, hvor de udspurgte kandidaterne om deres holdning til spørgsmål om kvinders stemmeret. Det første møde blev holdt 15. februar 1889 med 1500 deltagere. Blandt deltagerne var Luplau, Louise Nørlund, Johanne Meyer, Fredrik Bajer og Jens Christian Hostrup.
KVF blev båret frem af Line Lupaus personlige virke, og efter hendes død i 1891 ophørte interessen for organisationen.
Hendes efterfølger Louise Nørlund opgav sit embede som forkvinde efter bare 2 år og afsluttede sit offentlige engagement og trak sig tilbage til sit familieliv. Nielsine Nielsen blev valgt til hendes efterfølger, men KVF blev endeligt opløst da hun forlod posten i 1898.
Da Nielsine Nielsen afgik, blev KVFs virke overtaget af Københavnsafdelingen af Dansk Kvindesamfund.

## Forkvinder
- 1889–1891: Line Luplau
- 1891–1893: Louise Nørlund
- 1893–1898: Nielsine Nielsen